# Münchsteinach
Münchsteinach là một municipality in the district of Neustadt an der Aisch-Bad Windsheim in Middle Franconia, Bayern, Đức